# La Marmite norvégienne
 (juillet 2025).
Pour plus de détails, voir Fiche technique et Distribution.
La Marmite norvégienne est un film muet français réalisé par Georges Monca, sorti en 1917.

## Fiche technique
- Titre : La Marmite norvégienne
- Réalisation : Georges Monca
- Scénario : Ernest Lunel
- Photographie :
- Montage :
- Société de production : Pathé Frères
- Société de distribution : Pathé Frères
- Pays de production :  France
- Langue : film muet avec les intertitres en français
- Métrage : 365 mètres
- Format : Noir et blanc — 35 mm — 1,33:1 — Muet
- Genre :  Comédie
- Durée :
- Date de sortie : 
  - France : 16 novembre 1917

## Distribution
- Géo Lastry : M. Durand
- Simone Joubert : Mme Durand
- Clo Marra	: Pomponnette, la maîtresse de M. Durand
- Georges Delaunay : M. Dupont